# 青梅市総合体育館
青梅市総合体育館（おうめしそうごうたいいくかん）は、東京都青梅市にある市営のスポーツ施設。JR青梅線河辺駅南口改札より徒歩約5分の所にある。
成人式や大きなイベントなどで使用される。また、青梅市の有名なイベントの一つである青梅マラソンは、この体育館の前がゴール地点となっている。

2014年3月1・2日に当時bjリーグ所属の東京サンレーヴスのホームゲームが開催されている。これは青梅市内において初のプロスポーツ有料試合になる。

(1988年までプロ野球ロッテ・オリオンズがティアック青梅球場・現青梅スタジアムをホームとして二軍の試合を開催していたが当時は観戦無料であった。)
2019年3月20日にネーミングライツ・パートナーとして住友金属鉱山と2024年3月までの5年契約で協定締結が行われ、愛称は『住友金属鉱山アリーナ青梅』に決定した。

## 施設内容
- 第1スポーツホール
  - 面積：60×36ｍ（2,175㎡）
  - バレーコート4面またはバスケットコート2面、バドミントン12面の広さ。
- 第2スポーツホール
  - 面積：29.8×15ｍ（480㎡）
  - 柔道畳196畳、空手、剣道、少林寺拳法2面
- トレーニングルーム
  - 面積：268㎡
  - 筋力マシン、有酸素系マシンなどのトレーニング設備
- 第2トレーニングルーム
  - 面積：227㎡
  - サーキットトレーニング、ストレッチとして使用
- 会議室（5室）
- 幼児室
- レストラン

## 周辺施設
- 青梅市中央図書館（河辺タウンビル）
- 河辺駅（JR東日本・青梅線）
- 青梅市立総合病院